# NGC 6545
NGC 6545 (również PGC 61551) – galaktyka eliptyczna (E1), znajdująca się w gwiazdozbiorze Pawia. Odkrył ją John Herschel 20 czerwca 1835 roku.